# Дінстляйтер

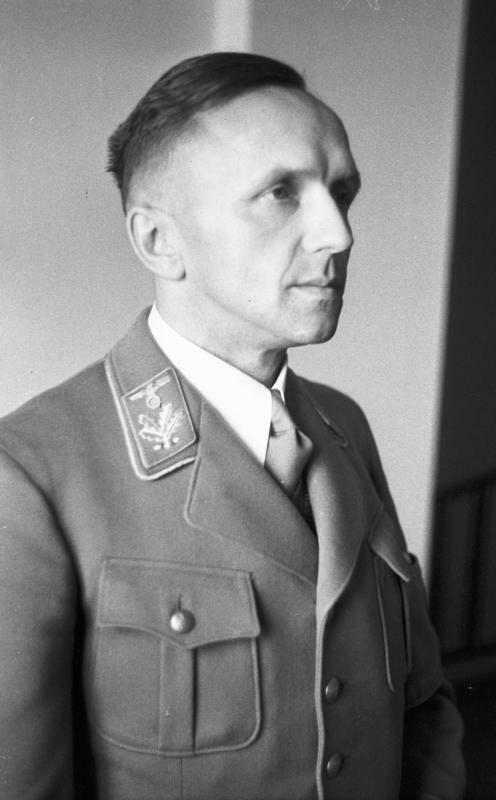
Дінстляйтер НСДАП Герхард Клопфер, 1942 рік

Дінстляйтер НСДАП (нім. Dienstleiter NSDAP) — одне з вищих партійних звань в нацистській Німеччині в 1933–1945. Звання введено після приходу нацистів до влади в 1933 році і стало четвертим вищим партійним званням в системі партійних звань НСДАП (перші три — рейхсляйтер, гауляйтер, бефельсляйтер)

## Введення і використання
У процесі  ліквідації старого державного апарату (Гляйхшальтунг), всі посади в системі державного управління Німеччини були зайняті членами НСДАП. Звання Дінстляйтер мало відгалуження у вигляді більш високого звання Гауптдінстляйтер (нім. Hauptdienstleiter). Особи, яким було присвоєно ці звання, займали керівні посади в НСДАП і уряді.

## Друга світова війна
У 1939 було введено проміжне звання Обердінстляйтер (нім. Oberdienstleiter). Воно було вище звання дінстляйтера, але нижче гауптдінстляйтера. Серед відомих осіб, що мали звання дінстляйтера були: Герхард Клопфер, що мав також чин  оберфюрера СС і брав участь у  Ванзейській конференції і Альберт Шпеєр (пізніше йому було присвоєно звання  бефельсляйтера). Згідно зі свідченнями Шпеєра на  Нюрнберзькому трибуналі, звання гауптдінстляйтера в НСДАП відповідало військовому званню генерал-майора в вермахтs

## Інші партійні звання НСДАП

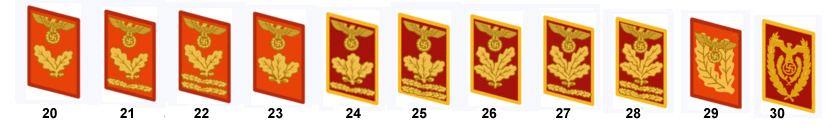
20.Берайхсляйтер, 21.Оберберайхсляйтер, 22.Гауптберайхсляйтер, 23.Дінстляйтер', 24.Обердінстляйтер, 25.Гауптдінстляйтер, 26.Бефельсляйтер, 27.Обербефельсляйтер, 28.Гауптбефельсляйтер, 29.Гауляйтер, 30.Рейхсляйтер.